# Zona Franca de Jebel Ali
A Zona Franca de Jebel Ali (JAFZ; Árabe: المنطقة الحرّة في جبل علي al-Minṭaqat al-Ḥurrat fī Jabal ʿAlī) é uma zona econômica livre localizada na área de Jebel Ali, em Dubai, nos Emirados Árabes Unidos. Foi fundada em 1985, como uma parte do porto de Jebel Ali, e se tornou o principal centro de desenvolvimento do emirado com milhares de empresas e uma intensa atividade comercial e industrial realizadas pelas indústrias de gás, alumínio e cimento, agora generalizado em todos os ramos da economia. As taxas são muito baixos eo capital podem ser repatriados sem restrições, há total liberdade para contratar pessoal estrangeiro.
Inicialmente composta por 70.000 metros quadrados de lojas e 850.000 metros quadrados de área coberta, mas agora ocupa mais do que o triplo da superfície. Três anos se passaram até que um grande deserto tornou-se um espaço dinâmico área de 100.000 metros quadrados. O JAFZA foi criado por decreto em maio 1980. Desde então, as primeiras 100.000 m² metros, foi alcançado hoje 30.000.000 metros quadrados.
Ela oferece incentivos fiscais para as empresas e corporações. A Zona Franca de Jebel Ali é operada pela Autoridade da Jebel Zona Franca de Jebel Ali (JAFZA), que é propriedade da Dubai World. JAFZ também atende ao Porto de Dubai, que ocupa o 9º do mundo em termos de tráfego de conteiners. 
A Zona Franca de Jebel Ali também oferece instalações para armazenagem e distribuição internacional e corporações locais.